# Cabera heyeraria
Cabera heyeraria là một loài bướm đêm trong họ Geometridae.